# 나리난초
나리난초는 난초과 나리난초속에 속하는 여러해살이 식물이다. 산속 숲 그늘에서 자라며 두 장의 둥근 모양의 비늘잎이 줄기를 감싸며 어긋난다. 5 - 6월에 검은 자갈색 꽃이 핀다. 한국, 일본, 중국에서 자생한다.

## 생김새
두 장의 타원형 잎이 전년도에 난 위경(가짜 비늘줄기) 위로 새로 자란다. 잎의 가장자리는 약간의 물결모양을 보인다. 꽃대가 났을 때 키는 대략 10 - 35 cm이다.

### 꽃
열개 내외의 꽆이 총상으로 뭉쳐난다. 검은 자갈색 꽃이 피는데 꽃가루받이가 되기 전에는 생선 비린내가 난다. 꽃가루받이가 끝나면 냄새가 나지 않는다.